# Don't Trust the B---- in Apartment 23
Don't Trust the B---- in Apartment 23, abrégé Apartment 23 en France ou La Garce habite l'Appartement 23 en Belgique, est une série télévisée américaine en 26 épisodes de 22 minutes créée par Nahnatchka Khan dont seulement 18 épisodes ont été diffusés entre le 11 avril 2012 et le 15 janvier 2013 sur le réseau ABC et simultanément au Canada sur Citytv.
Aux États-Unis, la série (incluant les épisodes restants) a été diffusée intégralement le 19 juillet 2014 sur Logo TV.
En France, la série a été diffusée à partir du 21 décembre 2013 sur June, et en Belgique, à partir du 9 octobre 2014 sur RTL TVI. Elle reste inédite dans les autres pays francophones.

## Synopsis
June, une jeune fille honnête et optimiste venant de la campagne doit, contre son gré, emménager avec Chloé, qui se trouve être son parfait opposé : une fêtarde invétérée, sans morale et diablement sexy. Son meilleur ami n'est autre que… James Van Der Beek, l'acteur ancienne star de Dawson, particulièrement imbu de sa personne. Pour couronner le tout, le voisin est un pervers !

## Distribution

### Acteurs principaux
- Krysten Ritter (VF : Barbara Beretta) : Chloé
- Dreama Walker (VF : Laurence Sacquet) : June Colburn
- James Van Der Beek (VF : Thierry Wermuth) : lui-même
- Eric Andre (VF : Cédric Dumond) : Mark Reynolds
- Michael Blaiklock (en) (VF : Christophe Lemoine) : Eli Webber
- Liza Lapira (VF : Karine Foviau) : Robin (principale saison 1, récurrente saison 2)
- Ray Ford (VF : Stéphane Ronchewski) : Luther Wilson (récurrent saison 1, principal saison 2)

### Acteurs récurrents
- Eve Gordon (VF : Martine Irzenski) : Connie Colburn
- Peter MacKenzie (en) (VF : Patrick Béthune) : Donald Colburn
- Rosalind Chao (VF : Ninou Fratellini) : le pasteur Jin
- Jennie Pierson (VF : Nathalie Kanoui) : Pepper
- Ben Lawson : Benjamin Lovett (saison 2)

### Invités
- Kiernan Shipka : elle-même[8] (saison 1, épisode 3)
- Nora Dunn : Joyce Berman[9] (saison 1, épisode 3)
- Dean Cain : lui-même[10] (3 épisodes)
- Kevin Sorbo : lui-même[10] (saison 1, épisode 4)
- Bruce Davison : Mr Sharpe[11] (saison 2, épisode 5)
- Thomas Lennon : Trey[11] (saison 2, épisode 5)

 Source et légende : version française (VF) sur RS Doublage et Doublage Séries Database

## Production
La série a d'abord été développée pour la FOX pour la saison 2009, mais a été refusée. Début 2011, ABC a demandé la production d'un épisode pilote, et Dreama Walker, Krysten Ritter, Michael Blaiklock, James Van Der Beek et Eric Andre ont été annoncés comme acteurs principaux.
En mai 2011, ABC valida la production d'une première saison pour début 2012.
Bien que treize épisodes aient été produits pour la première saison, ABC n'en diffuse que sept en 2012, puis renouvelle la série pour une seconde saison où seront diffusés les épisodes manquants.
Le 22 janvier 2013, ABC annule la série. Les huit épisodes inédits sont mis en ligne sur ABC, Hulu et iTunes dès le 17 mai 2013. Le 19 juillet 2014, la chaîne américaine Logo TV a diffusé l’intégrale de la série lors d'une journée marathon. Lors de ce marathon, les épisodes inédits ont été diffusés pour la première fois à la télévision américaine.

## Épisodes

### Première saison (2012)
1. Bienvenue à New York (Pilot)
2. La Fifille à son papa (Daddy's Girl…)
3. Mères indignes (The Parent Trap…)
4. La June de New York (The Wedding…)
5. Le Prix du loyer (Making Rent…)
6. La Sextape (It's Just Sex…)
7. La Traînée sans culotte (Shitagi Nashi…)

### Deuxième saison (2012-2013)
Le 11 mai 2012, la série a été renouvelée pour une deuxième saison et est diffusée depuis le 23 octobre 2012. Les six épisodes inédits produits pour la première saison s'ajoutent à la deuxième saison.
1. Le Roi James (A Reunion…)
2. La Romance d'halloween (Love and Monsters…)
3. L'Homme le plus sexy de l'année (Sexy People…)
4. Thanksgiving selon Chloé (It's A Miracle…)
5. Le Job de rêve (Whatever It Takes…)
6. Mensonges de bars (Bar Lies…)
7. Un weekend de beuverie (A Weekend in the Hamptons…)
8. Ma meilleure ennemie (Paris…)
9. Une future cougar (The Scarlet Neighbor…)
10. Histoire de filles (Mean Girls…)
11. James Van Der Beck présente (Dating Games…)
12. Sueurs Froides (The Leak…)
13. La June de Lundi (Monday June…)
14. Commando spécial soldes (Teddy Trouble…)
15. L'Assistant de mon agent (The D…)
16. Sept ans de Vacheries (The Seven Year Bitch…)
17. La Bonne Poire (Using People…)
18. Occupé (Ocupado…)
19. La Toute Première Garce (Original Bitch…)